# Mount Murchison, Viktorias land
Mount Murchison är ett berg i Antarktis. Det ligger i Östantarktis. Nya Zeeland gör anspråk på området. Toppen på Mount Murchison är 3 500 meter över havet.
Terrängen runt Mount Murchison är huvudsakligen mycket bergig. Mount Murchison är den högsta punkten i trakten. Trakten är obefolkad. Det finns inga samhällen i närheten.